# Chris Hernández
Christopher Michael Hernández, detto Chris (Fresno, 17 marzo 1983), è un ex cestista statunitense con cittadinanza messicana.

## Carriera
Con gli Stati Uniti ha disputato le Universiadi di Smirne 2005.
Con il Messico ha disputato i Giochi panamericani di Guadalajara 2011.